# Mexico op de Olympische Zomerspelen 1980
Mexico nam deel aan de Olympische Zomerspelen 1980 in Moskou, Sovjet-Unie. Er werden in totaal vier medailles gewonnen, 1 zilveren en 3 bronzen.

## Medailleoverzicht
| Sport          | Olympiër                                                     | Onderdeel                  | Medaille |
| -------------- | ------------------------------------------------------------ | -------------------------- | -------- |
| Schoonspringen | Carlos Girón                                                 | 3m plank (m)               | Zilver   |
| Paardensport   | David Bárcena Ríos Manuel Mendivil José Pérez Fabián Vázquez | eventing team              | Brons    |
| Paardensport   | Joaquin Pérez                                                | springconcours individueel | Brons    |
| Paardensport   | Jesús Gómez Joaquin Pérez Gerardo Tazzer Alberto Valdés      | springconcours team        | Brons    |

## Deelnemers en resultaten

### Atletiek
| Olympiër        | Discipline            | Resultaat | Prestatie                                                |
| --------------- | --------------------- | --------- | -------------------------------------------------------- |
| Enrique Aquino  | 5000m (m)             | 23e       | serie 1: 8ste in 13.48,9 halve finale 1: 12de in 14.01,4 |
| Enrique Aquino  | 10000m (m)            | 18e       | serie 2: 7de in 29.21,3                                  |
| José Gómez      | 10000m (m)            | 24e       | serie 2: 8ste in 29.53,6                                 |
| Rodolfo Gómez   | 10000m (m)            | 19e       | serie 3: 8ste in 29.25,7                                 |
| Rodolfo Gómez   | marathon (m)          | 6e        | 2:12.39                                                  |
| Daniel Bautista | 20km snelwandelen (m) | DSQ       | gediskwalificeerd                                        |
| Domingo Colín   | 20km snelwandelen (m) | DSQ       | gediskwalificeerd                                        |
| Raúl González   | 20km snelwandelen (m) | 6e        | 1:27.48,6                                                |
| Daniel Bautista | 50km snelwandelen (m) | DNF       | niet gefinisht                                           |
| Martín Bermúdez | 50km snelwandelen (m) | DNF       | niet gefinisht                                           |
| Raúl González   | 50km snelwandelen (m) | DNF       | niet gefinisht                                           |

### Boksen
| Olympiër        | Discipline | Resultaat | Prestatie |
| --------------- | ---------- | --------- | --- |
| Gilberto Sosa   | -48kg (m)  | 9e        | 1ste ronde: W van MGL Bayasgalan: 4-1 2de ronde: V van PRK Li: 2-3                                                                   |
| Gilberto Román  | -51kg (m)  | 5e        | 1ste ronde: vrij 2de ronde: W van PUR Mercado: scheidsrechterlijke beslissing kwartfinale: V van BUL Lesov: 1-4                      |
| Daniel Zaragoza | -54kg (m)  | 5e        | 1ste ronde: W van IRL Sutcliff: 5-0 2de ronde: W van GBR Gilbody: 4-1 kwartfinale: V van GUY Anthony: scheidsrechterlijke beslissing |
| Carlos González | -57kg (m)  | 9e        | 1ste ronde: W van SYR Haddad: 5-0 2de ronde: W van MGL Otgonbayar: 3-2 3de ronde: V van GDR Fink: knock-out                          |

### Gewichtheffen
| Olympiër           | Discipline  | Resultaat | Prestatie                                                    |
| ------------------ | ----------- | --------- | ------------------------------------------------------------ |
| Andrés Santoyo     | -67,5kg (m) | 19e       | trekken: 19de met 115kg stoten: 18de met 145kg totaal: 260kg |
| Rogelio Weatherbee | -75kg (m)   | 9e        | trekken: 9de met 135kg stoten: 9de met 165kg totaal: 300kg   |
| Víctor Ruiz        | -90kg (m)   | 12e       | trekken: 13de met 135kg stoten: 12de met 165kg totaal: 300kg |

### Judo
| Olympiër        | Discipline | Resultaat | Prestatie                                                     |
| --------------- | ---------- | --------- | ------------------------------------------------------------- |
| Rafael González | -60kg (m)  | 19e       | 1ste ronde: V van PRK Ko                                      |
| Gerardo Padilla | -65kg (m)  | 13e       | 1ste ronde: W van KUW Rozaihan 2de ronde: V van POL Pawłowski |

### Moderne vijfkamp
| Olympiër      | Discipline      | Resultaat | Prestatie   |
| ------------- | --------------- | --------- | ----------- |
| Jens Lohmann  | individueel (m) | 36e       | 4747 punten |
| Ivar Sisniega | individueel (m) | 13e       | 5186 punten |

### Paardensport
| Olympiër                                                     | Discipline          | Resultaat | Prestatie                                                                                            |
| Eventing                                                     | Eventing            | Eventing  | Eventing                                                                                             |
| ------------------------------------------------------------ | ------------------- | --------- | --- |
| David Bárcena                                                | individueel         | 12e       | 362,50 strafpunten                                                                                   |
| Manuel Mendívil                                              | individueel         | 10e       | 319,75 strafpunten                                                                                   |
| José Luis Pérez Soto                                         | individueel         | 15e       | 490,60 strafpunten                                                                                   |
| Fabián Vázquez                                               | individueel         | DNF       | niet gefinisht                                                                                       |
| David Bárcena Ríos Manuel Mendivil José Pérez Fabián Vázquez | eventing team       | Brons     | 1172,85 strafpunten                                                                                  |
| Springconcours                                               |                     |           | |
| Jesús Gómez                                                  | individueel         | DSQ       | 1ste ronde: gediskwalificeerd                                                                        |
| Joaquín Pérez                                                | individueel         | Brons     | 1ste ronde: 5de met 8 strafpunten 2de ronde: 1ste met 4 strafpunten totaal: 12 strafpunten           |
| Alberto Váldes Jr.                                           | individueel         | 15e       | 1ste ronde: 7de met 12 strafpunten 2de ronde: 13de met 16 strafpunten totaal: 28 strafpunten         |
| Jesús Gómez Joaquin Pérez Gerardo Tazzer Alberto Valdés      | springconcours team | Brons     | 1ste ronde: 3de met 39,25 strafpunten 2de ronde: 2de met 20,50 strafpunten totaal: 59,75 strafpunten |

### Roeien
| Olympiër                    | Discipline | Resultaat | Prestatie                                                          |
| --------------------------- | ---------- | --------- | ------------------------------------------------------------------ |
| María Fernanda de la Fuente | skiff (v)  | 10e       | serie 3: 3de in 4.12,84 herkansingen: 3de in 4.00,24 finale C: 2de |

### Schietsport
| Olympiër     | Discipline         | Resultaat | Prestatie                             |
| ------------ | ------------------ | --------- | ------------------------------------- |
| José Álvarez | 50m geweer liggend | 42e       | 589 punten: (98-97-99-98-99-98)       |
| Juan Bueno   | skeet              | 28e       | 188 punten: (23-22-24-25-24-23-24-23) |

### Schoonspringen
| Olympiër          | Discipline    | Resultaat | Prestatie                                                       |
| ----------------- | ------------- | --------- | --------------------------------------------------------------- |
| Carlos Girón      | 3m plank (m)  | Zilver    | voorronde: 1ste met 580,20 punten finale: 2de met 892,14 punten |
| Jorge Mondragón   | 3m plank (m)  | 20e       | voorronde: 20ste met 454,17 punten                              |
| Francisco Rueda   | 3m plank (m)  | 14e       | voorronde: 14de met 495,63 punten                               |
| Carlos Girón      | 10m toren (m) | Zilver    | voorronde: 5de met 515,37 punten finale: 4de met 809,805 punten |
| Francisco Rueda   | 10m toren (m) | 15e       | voorronde: 15de met 428,52 punten                               |
| Francisco Rueda   | 10m toren (m) | 11e       | voorronde: 11de met 456,87 punten                               |
|                   |               |           |                                                                 |
| Guadalupe Canseco | 3m plank (v)  | 9e        | voorronde: 9de met 407,52 punten                                |
| Elsa Tenorio      | 3m plank (v)  | 16e       | voorronde: 16de met 389,01 punten                               |
| Guadalupe Canseco | 10m toren (v) | 10e       | voorronde: 10de met 316,89 punten                               |
| Elsa Tenorio      | 10m toren (v) | 6e        | voorronde: 3de met 360,03 punten finale: 6de met 539,445 punten |

### Turnen
| Olympiër           | Discipline               | Resultaat | Prestatie                                                            |
| ------------------ | ------------------------ | --------- | -------------------------------------------------------------------- |
| Estela de la Torre | meerkamp individueel (v) | 29e       | kwalificatie: 52ste met 71,25 punten finale: 29ste met 70,675 punten |

### Worstelen
| Olympiër       | Discipline  | Resultaat   | Prestatie                                                                                |
| Vrije stijl    | Vrije stijl | Vrije stijl | Vrije stijl                                                                              |
| -------------- | ----------- | ----------- | ---------------------------------------------------------------------------------------- |
| Jorge Frías    | -48kg (m)   | 9e          | 1ste ronde: V van URS Kornilayev 2de ronde: W van BUL Yordanov 3de ronde: V van HUN Bíró |
| Grieks-Romeins |             |             |                                                                                          |
| Alfredo Olvera | -48kg (m)   | 6e          | 1ste ronde: W van SYR Nakdali 2de ronde: V van HUN Seres 3de ronde: V van ROU Alexandru  |

### Zwemmen
| Olympiër                                                 | Discipline            | Resultaat | Prestatie                    |
| -------------------------------------------------------- | --------------------- | --------- | ---------------------------- |
| Miguel Santisteban                                       | 100m schoolslag (m)   | 12e       | serie 1: 2de in 1.06,13      |
| Miguel Santisteban                                       | 200m schoolslag (m)   | DSQ       | serie 2: gediskwalificeerd   |
| Guillermo Zavala                                         | 400m wisselslag (m)   | 19e       | serie 3: 7de in 4.37,58      |
|                                                          |                       |           |                              |
| Helen Plaschinski                                        | 100m vrije slag (v)   | 20e       | serie 3: 6de in 59,75        |
| Isabel Reuss                                             | 100m vrije slag (v)   | 11e       | serie 2: 3de in 58,36        |
| Isabel Reuss                                             | 200m vrije slag (v)   | DNS       | serie 1: niet gestart        |
| Helen Plaschinski                                        | 100m rugslag (v)      | 9e        | serie 4: 3de in 1.04,54      |
| Helen Plaschinski                                        | 200m rugslag (v)      | 14e       | serie 3: 4de in 2.21,51      |
| Elke Holtz                                               | 100m schoolslag (v)   | 18e       | serie 4: 6de in 1.15,89      |
| Elke Holtz                                               | 200m schoolslag (v)   | 18e       | serie 2: 4de in 2.42,59 (NR) |
| Dagmar Erdman                                            | 100m vlinderslag (v)  | DNS       | serie 3: niet gestart        |
| Teresa Rivera Elke Holtz Dagmar Erdman Helen Plaschinski | 4x100m wisselslag (v) | 9e        | serie 2: 5de in 4.25,95      |

Afghanistan · Algerije · Andorra · Angola · Australië · België · Benin · Birma · Botswana · Brazilië · Bulgarije · Colombia · Congo-Brazzaville · Costa Rica · Cuba · Cyprus · Denemarken · Dominicaanse Republiek · Duitse Democratische Republiek · Ecuador · Ethiopië · Finland · Frankrijk · Griekenland · Groot-Brittannië · Guatemala · Guinee · Guyana · Hongarije · Ierland · IJsland · India · Irak · Italië · Jamaica · Joegoslavië · Jordanië · Kameroen · Koeweit · Laos · Lesotho · Libanon · Liberia · Libië · Luxemburg · Madagaskar · Mali · Malta · Mexico · Mongolië · Mozambique · Nederland · Nepal · Nicaragua · Nieuw-Zeeland · Nigeria · Noord-Korea · Oeganda · Oostenrijk · Peru · Polen · Portugal · Puerto Rico · Roemenië · San Marino · Senegal · Seychellen · Sierra Leone · Sovjet-Unie · Spanje · Sri Lanka · Syrië · Tanzania · Trinidad en Tobago · Tsjecho-Slowakije · Venezuela · Vietnam · Zambia · Zimbabwe · Zweden · Zwitserland